# Păuna Cantacuzino
Păuna Cantacuzino (născută Greceanu) a fost soția lui Ștefan Cantacuzino, domnul Țării Românești. Împreună au avut doi copii, Radu Cantacuzino și Constantin Cantacuzino. Era fiica lui Andronic Greceanu.  Era din familia lui Preda Buzescu după mamă și a lui Papa Greceanu, bunicul lui Constantin Brâncoveanu, din familia cronicarului Radu Greceanu.
Urmând după lunga domnie a lui Constantin Brâncoveanu, domnia lui Ștefan Vodă a fost scurtă, curmată în 1716 de otomani. După uciderea lui Ștefan la Constantinopole, Păuna a străbătut Europa mult timp, stabilindu-se în cele din urmă la moșia Recea din Transilvania, unde a murit singură. 
Apare pictată alături de soțul ei în tabloul votiv de la Mănăstirea „Dintr-un Lemn”.